# Nottinghamshire
Nottinghamshire (forkortes Notts) er et engelsk ceremonielt grevskab i regionen Øst-Midlands. Grevskabet grænser op mod South Yorkshire, Lincolnshire, Leicestershire og Derbyshire.

## West Bridgford
Nottingham har tidligere været administrationsby (County town), men nu er Nottinghamshire County Council flyttet til forstaden West Bridgford, der ligger på den modsatte side af floden Trent. City Ground i West Bridgford blev hjemmebane for fodboldklubben Nottingham Forest F.C. i 1898. West Bridgford ligger i distriktet Rushcliffe lige syd for Nottingham.

## Syv distrikter og én selvstyrende kommune
Det administrative grevskab er delt i syv distrikter. City of Nottingham blev en selvstyrende kommune i 1998, men er stadig en del af det ceremonielle grevskab.

## Byer
- Arnold
- Beeston
- Bingham
- Bulwell
- Carlton
- Cotgrave
- Eastwood
- Harworth Bircotes
- Hucknall
- Kimberley
- Kirkby-in-Ashfield
- Mansfield
- Mansfield Woodhouse
- Netherfield
- Newark-on-Trent
- Nottingham
- Ollerton
- Retford
- Stapleford
- Southwell
- Sutton-in-Ashfield
- Tuxford
- Warsop
- West Bridgford
- Worksop

## Seværdigheder
- Attenborough Nature Reserve
- Beauvale Priory
- Beth Shalom Holocaust Centre
- Clumber Park National Trust
- Creswell Crags
- D. H. Lawrence Birthplace Museum
- Felley Priory
- The Harley Gallery
- Greens windmill and sicence center

- Hawton Church
- Mansfield Museum
- Mr Straw's House National Trust
- Newark Air Museum
- Newark Castle, Nottinghamshire
- Newstead Abbey
- Nottingham Castle
- Papplewick Pumping Station
- Rufford Country Park
- Rushcliffe Country Park
- Sherwood Forest
- Sherwood Observatory
- Sherwood Pines Forest Park
- Silverhill, Nottinghamshire
- Southwell Minster
- St Mary's Church, Edwinstowe
- Sundown Adventureland
- Teversal
- The Royal Lancers and Nottinghamshire Yeomanry Museum
- The Workhouse, Southwell National Trust
- Thoresby Hall Park
- Wheelgate Park
- Welbeck Abbey
- Wollaton Hall
- Wollaton Park
- Ye Olde Trip To Jerusalem